# 王文杰 (演员)
王文杰（1988年11月15日—），汉族，中国演员。童星出身，9岁开始就习武，11岁担任电视剧《水浒少年》男主角贾虎。2011年因饰演古装清宫斗争剧《后宫甄嬛传》中的皇子四阿哥弘历而走红、被观众关注和喜爱，2014年前往台湾上《康熙来了》宣传电視劇《兄弟兄弟》备受青睐。

## 主要经历
- 1988年 出生于山东省临沂市一个工人家庭，是王羲之第75世后代[4]
- 1997年 进山东宋江武术学校习武学文
- 1999年 入狗娃藝術團，開始習武德為先的培訓；同年參演第一部青春励志电视剧《水浒少年》主角之一贾虎，該劇獲得第二十一屆中國電視飛天獎長篇少兒電視連續劇一等獎。
- 2005年 憑藉抗战电影《狩獵者》獲得第六屆百合獎最佳動作獎。
- 2007年 由岑建勛引薦參加拍攝成龍監製的功夫动作电影《武術之少年行》，飾演男一號李一併赴法國戛纳电影节宣傳。
- 2009年 出演陳可辛導演的近代歷史電影《十月圍城》中包十一角。
- 2010年 主演戰爭動作電影《虎頭要塞之最後決戰》，擔任男主角彭克虎。
- 2010年 进入中央戏剧学院进修表演
- 2011年 饰演清宫斗争剧《后宫甄嬛传》四阿哥弘历而走红。；同年參演《刑名師爺》和《夫妻那些事》，分別飾演辛格和賈小天。
- 2013年 參演年代情感剧電視劇《兄弟兄弟》中饰演孟天宝。
- 2014年 參演電視劇《長沙保衛戰》飾演馬維原；同年2014年，出演古装宫廷剧《武媚娘传奇》。
- 2014年 前往台湾上《康熙来了》[5]宣传电視劇《兄弟兄弟》[6]
- 2015年 主演青春励志剧《我和胡杨的约定》。
- 2017年 出演古装穿越武侠轻喜剧《唐砖》[7]

## 影视作品

### 电视剧
| 年份   | 剧名               | 饰演   | 备注                             |
| 2001年 | 《水浒少年1》      | 贾虎   |                                  |
| 2006年 | 《水浒少年2》      | 贾虎   |                                  |
| 2011年 | 《後宮甄嬛传》     | 弘曆   | 男配角                           |
| 2012年 | 《夫妻那些事》     | 贾小天 |                                  |
| 2012年 | 《刑名师爷》       | 辛格   |                                  |
| 2013年 | 《幸福来报到》     | 周宁   |                                  |
| 2014年 | 《长沙保卫战》     | 马维原 |                                  |
| 2014年 | 《兄弟，兄弟》     | 孟天寶 |                                  |
| 2014年 | 《欢喜县令》       | 太子   |                                  |
| 2014年 | 《武媚娘传奇》     | 李賢   |                                  |
| 2015年 | 《我和胡杨的约定》 | 王川   |                                  |
| 2018年 | 《北国英雄》       | 白五   | 原剧名《雪女王》更名《北国英雄》 |
| 2018年 | 《唐砖》           | 李承乾 |                                  |

### 电影
| 上映时间   | 电影                           | 饰演           | 备注   |
| 2005-07-29 | 《七剑》                       | 多格多（劍童） |        |
| 2005       | 《狩猎者》                     | 何远山         |        |
| 2007-08-24 | 《夜袭》                       | 铁头           |        |
| 2008-09-01 | 《武术之少年行》               | 李一           |        |
| 2009-01-29 | 《一梦十七年》                 | 拜合提亞       |        |
| 2009-12-18 | 《十月围城》                   | 包十一         |        |
| 2010       | 《虎头要塞之最后决战》         | 彭克虎         |        |
| 2012       | 《接力追凶》                   | 李小斌         |        |
| 2012-01-12 | 《大魔术师》The Great Magician | 张贤徒弟       |        |
| 2012-08-22 | 《红星闪耀》                   | 细伢子         |        |
| 2013-02-22 | 《电梯惊魂》                   | 甘強           |        |
| 2013-05-06 | 《弹无虚发之天国宝藏》         | 覃峰           |        |
| 2017-11-17 | 《深宫怨灵》                   | 萍薇兄弟       |        |
| 2019       | 《霍家拳之精武英雄》           | 陳真           |        |
| 2020-04-16 | 《破神錄》                     | 黎叔文         | 愛奇藝 |

### 话剧
| 年份   | 日期              | 剧名               | 角色 | 导演 | 城市 | 地點       |
| ------ | ----------------- | ------------------ | ---- | ---- | ---- | ---------- |
| 2012年 | 08月28日－09月9日 | 《拿枪指着你的背》 | 老五 | 田甜 | 北京 | 东宫影剧院 |

### 节目参与
| 時間           | 频道       | 集数           | 节目名称   | 主题                                   |
| -------------- | ---------- | -------------- | ---------- | -------------------------------------- |
| 2013年3月29日  | 中天综合台 | —              | 大家来报喜 | —遊戲節目—                             |
| 2013年4月1日   | 纬来综合台 | —              | 愛喲我的媽 | 惊魂鬼灯奖～厄夜监视器到底录到了什么？ |
| 2013年4月15日  | 八大综合台 | 第2013-04-15期 | 娱乐百分百 | 優酷百分百游戏王 130415                |
| 2013年7月6日   | 北京卫视   | 第2013-07-06期 | 大戏看北京 | 甄嬛再聚声讨剧组抠门                   |
| 2013年8月19日  | 东森超视   | 101集          | 小宇宙33號 | 真相只有一个! 真假二选一               |
| 2014年11月28日 | 中天综合台 | 2650集         | 康熙來了   | 男人送礼如何送到女人心坎里             |

## 榮譽
| 年份   | 類型     | 頒獎典禮                               | 獎項               | 備註                         |
| ------ | -------- | -------------------------------------- | ------------------ | ---------------------------- |
| 2017年 | 電影節   | 加拿大金楓葉國際電影節                 | 最佳青年演員獎     |                              |
| 2018年 | 公益活動 | “与爱童行”鸟巢公益影响力人物荣耀盛典   | 最佳影响力公益人物 | “一起寻找被拐卖儿童”愛心大使 |
| 2019年 | 電視節   | 首屆中加電視節國際影視傳播作品頒獎典禮 | 最佳新人獎         |                              |